# Mordechai Breuer (Historiker)

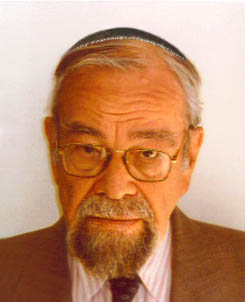
Mordechai Breuer

Mordechai Breuer (geboren 4. August 1918 in Frankfurt am Main; gestorben 28. Mai 2007 in  Israel) war ein israelischer Historiker für mittelalterliche und neuzeitliche jüdische Geschichte.

## Leben
Mordechai Breuer war ein Sohn des Rechtsanwalts und Philosophen Isaac Breuer und der Jenny Breuer, geborene Eisenmann. Er besuchte bis 1934 die Samson-Raphael-Hirsch-Schule in Frankfurt und ging dann nach England. Im Gefolge der deutschen Judenverfolgung nach der Machtübergabe an die Nationalsozialisten musste die Familie 1936 nach Palästina emigrieren. Dort leistete er zunächst Dienst in der Hagana und arbeitete danach als Lehrer. Breuer heiratete 1943 die Berliner Emigrantin Fanny Levy, die sieben gemeinsame Kinder aufzog. Breuer studierte 1943 in London Sozialarbeit und ging nach Kriegsende mit einer jüdischen Hilfsorganisation zum KZ Bergen-Belsen. 1948 war er in Israel wieder in der Haganah eingesetzt.
Breuer leitete von 1950 bis 1957 ein Kinderdorf in Gedera bei Tel Aviv und arbeitete an der Horeb-Schule in Jerusalem, deren Direktor er von 1960 bis 1969 war. Seine Magisterarbeit an der Hebräischen Universität in Jerusalem schrieb er 1961 über David Gans. Breuer wurde 1967 mit einer Dissertation über die Aschkenasische Jeschiwa des Spätmittelalters promoviert. Nach einer Tätigkeit als Senior Lecturer an der Bar-Ilan-Universität und Gastprofessuren in Haifa und Harvard wurde er 1980 zum Professor für Jüdische Geschichte an der Bar-Ilan-Universität in Ramat Gan berufen. In dieser Zeit verfasste Breuer Ortsartikel für den dritten Band der Germania Judaica, des monumentalen, historisch-topographischen Handbuchs zur jüdischen Geschichte im Mittelalter. Gemeinsam mit Arye Maimon und Yacov Guggenheim übernahm er letztlich für den zweiten und dritten Teilband auch die Herausgeberschaft.
Breuer hat mit seiner sozialhistorischen Untersuchung zur jüdischen Orthodoxie im deutschen Kaiserreich ein Standardwerk zur Geschichte des deutschen Judentums des 19. und 20. Jahrhunderts geschrieben. 1999 erhielt er von der Universität Trier den Ehrendoktor. Bereits zwei Jahre zuvor hatte er die Gründung des an der Universität beheimateten Institut für Geschichte der Juden, des heutigen Arye-Maimon-Instituts, mit einer Ehrenrede begleitet.

## Schriften (Auswahl)
- Jüdische Orthodoxie im Deutschen Reich 1871–1918. Sozialgeschichte einer religiösen Minderheit. Jüdischer Verlag bei Athenäum, Frankfurt am Main 1986
- Modernity within tradition. Columbia University Press, New York 1992
- Deutsch-jüdische Geschichte in der Neuzeit. Bd. 1. Tradition und Aufklärung: 1600–1780. Beck, München 1995
- Nachbarn – bekannt und doch fremd. Dokumentation der Eröffnungsfeier des Instituts für Geschichte der Juden, Universität Trier, 9. Juni 1997 (= Kleine Schriften des Arye Maimon-Instituts). Kliomedia, Trier 1998.
- Oholei Torah: The Yeshiva, Its Structure and History. Merkaz Zalman Shazar, 2003
- (Hrsg.): Isaac Breuer: Weltwende. Ahva, Jerusalem 1979.
- (Hrsg.): Arye Maimon, Yacov Guggenheim: Germania Judaica. Bd. III: 1350–1519 (3 Teilbde.). J. C. B. Mohr (Paul Siebeck), Tübingen 1987–2003.